# Desmanhata
Desmanhata ist eine osttimoresische Aldeia im Suco Madabeno (Verwaltungsamt Laulara, Gemeinde Aileu). 2015 lebten in der Aldeia 225 Menschen.

## Geographie und Einrichtungen
Die Aldeia Desmanhata liegt im Westen des Sucos Madabeno. Südwestlich befindet sich die Aldeia Belumhatu, südöstlich die Aldeia Remapati, östlich die Aldeia Manehalo, nordöstlich die Aldeia Manufoni und nördlich die Aldeia Lismori. Im Westen grenzt Desmanhata an den Suco Tohumeta.
Der Sitz der Aldeia befindet sich in Desmanhata, dem östlichen Ortsteil (Bairo) des Dorfes Matapati. Südlich der Überlandstraße von Aileu und Maubisse im Süden und der Landeshauptstadt Dili im Norden gehört das Dorf zur benachbarten Aldeia Remapati. Im Zentrum der Aldeia Desmanhata liegen an einer kleinen Straße verstreut mehrere Häuser, darunter das „Haus der Riten“ (Uma Lisan) von Malaeurhei. Eine weitere Ansammlung von Häusern liegt im Westen der Aldeia.

## Politik
Bei den Kommunalwahlen in Osttimor 2009 wurde Alberto dos Santos zum Chefe de Aldeia gewählt. Die nächsten Wahlen fanden 2016 und 2023 statt.